# Dardanus corrugatus
Dardanus corrugatus is een tienpotigensoort uit de familie van de Diogenidae. De wetenschappelijke naam van de soort is voor het eerst geldig gepubliceerd in 1989 door Cook.